# 戲劇性謀殺
《戲劇性謀殺》（英語：DRAMAtical Murder），是由Nitro+CHiRAL在2012年發行的一款18禁的BL遊戲，並於2013年發佈續作DRAMAtical Murder re:connect，並於2014年7月6日日本時間深夜時段由日本東京電視台開始播放電視動畫，同時另有NICONICO網路直播隔周放送。過幾年後又推出了DRAMAtical Murder re:code（psv），是蒼葉救水紀失敗後被捉住的故事，內含更多新資訊，使故事更完整。

## 故事簡介
在日本群島附近的一座小島「碧島」，是主角蒼葉所生活的地方，一日，東江財團收購了大片的土地，進而興建一座名叫「白金牢籠」的遊樂區，而原本生活的島民，一些接受資助搬離碧島，而剩餘不接受的人被迫聚集到邊邊，進而形成的舊民區。
蒼葉工作在「平凡」，真的很平凡的生活中，一位位人物，以及自己的身世，頭痛，接踵而來，到底有甚麼故事等著蒼葉去解決呢？

## 登場人物
※聲：遊戲（PC版）／電視動畫、遊戲（PS Vita版）

### 主要角色
蒼葉（聲：嘉神塁／私市淳）
官網介紹句：「怎——麼——會——那種東西最招人厭了。」
本作主角。性格樂觀，愛照顧人，即使被人拜託也不會嫌麻煩，很少生氣。
頭髮內有神經通過，被碰到或剪頭髮會痛，所以留著長髮。
聲音具有操控人心的力量，會讓人在無意中聽從蒼葉的話。
以前曾經玩過萊姆，ID為Sly Blue，但發生事故後失去了那時的記憶。
具有3個人格，分別是理性（主要人格）、慾望、抑制力。
實際上是東江財團研究的人造嬰兒，這也是能夠操控人心的原因，有一個雙胞胎哥哥。出生時身上完全沒有色素、頭髮和哥哥連在一起，即使頭髮被剪斷後仍然沒有呼吸，但被帶離研究所後又活了過來。
紅雀（聲：沖野靖広／高橋廣樹）
官網介紹句：「都說到這份上了再拒絕的話，不是太不像男人了嗎？」
不定期在街頭擺攤的理髮師，人氣很高。
和蒼葉是青梅竹馬，曾認為蒼葉是女生。
是街鬥幫派“紅時雨”的領導，成員都稱他為大哥。
有吸菸的習慣，不過只有在蒼葉的房間陽台時才會這麼做。
因被迫繼承家業而刺上刺青，但在過程中失去意識並殺了家中所有的人，成為其心理陰影，在極度憤怒時會被刺青奪去理智。
諾伊茲（聲：野次馬根性／日野聰）
官網介紹句：「那，就把你重要的東西毀掉。」
萊姆遊戲高手，似乎對萊姆有特別的感情，且擅長破解程式和收集情報。
是萊姆幫派“Ruff Rabbit 王牌兔子”的首領，總是能準確預測萊姆的地點，並透過販售該情報賺錢。
說話口氣淡薄，有時會做出意想不到的動作。
患有無痛症，對痛覺非常遲鈍，被人攻擊和受傷幾乎沒有感覺，除了舌頭的部分非常敏感。
父母認為他只會製造麻煩，將他與外界隔絕，因此封閉了自己的內心並決定不再依賴別人。認為別人的關心只是想從他身上獲得好處，會玩萊姆是因為能在其中體會痛覺，而不是不了解疼痛的怪物。
敏克（聲：早川凜太／松田健一郎）
官網介紹句：「 你，還不清楚自己的立場嗎？」
為達目的不擇手段的男人，擁有在必要時能隨意做出殘酷事情的性格。
是街鬥幫派“Scratch 撕裂舊痕”的頭目，成員多是監獄中的犯人。
性格冷靜，行動果決，緊要關頭也很可靠。
似乎早就察覺到蒼葉的力量，曾為此而綁架蒼葉，也試圖將蒼葉的力量逼出來。
因為東江試圖得到敏克一族中的祕術（藉此研究以氣味操控人心的方法），但被拒絕後殺光了除了敏克以外的其他族人，為了復仇而想殺了東江並毀掉其所有計劃。
庫利亞（聲：佐和真中／中澤匡智）
官網介紹句：「聽到了你的聲音，所以就過來了。」
不論天候如何都帶著一把透明雨傘，且臉上戴著防毒面具，看不見臉上的表情（摘下面具前的表情都用如汗珠一類的小圖案表示），但其實面具下擁有非常美麗的臉龐。
經常在屋頂上行動，聽力非常好，認定蒼葉為其主人。
實際上是東江財團製造的人造人，編號為R2E-054，因為是不良品，本來應該要被回收處理掉，但負責的人偷偷將其帶走，為了不被東江財團找到而用防毒面具遮住他的臉，並叮囑絕對不能拿下來。
蓮（聲：髭内悪太／竹内良太）
官網介紹句：「想太多的話，思考回路會超負荷的。」
陪伴蒼葉多年的犬型智能伴侶，因為是舊型號，常常需要整備。
性格冷靜，常能給出有用的建議，是蒼葉值得信賴的夥伴。
萊姆遊戲中會變成人型，有著深藍色的短髮和紋身，戴著護額和披風。
實際上是蒼葉的其中一個人格——抑制力，維持著蒼葉的身心平衡，避免蒼葉被慾望侵蝕。原本只能在精神上影響蒼葉，但在蒼葉撿到智能伴侶時將自己的意識同步到其上，而能在現實上影響蒼葉。

### 智能伴侶
貝尼（聲：大海原涉／後藤啟介）
官網介紹句：「喂！起床了！呆瓜！」
紅雀的麻雀型智能伴侣，性格衝動。
名字為日文中「紅色」之意。
兩足踩著木屐，在頸部掛有串珠。
鳥（聲：祭大!／上別府仁資）
官網介紹句：「沒人特別給我起過名字。」
敏克的鸚鵡型智慧伴侶，性格和敏克一樣冷靜。Tori，意即日文中的「鳥」。
戴著眼罩，叼著煙捲，全身覆蓋著華麗的粉紅色羽毛。
續作DRAMAtical Murder re:connect中被敏克命名為“路拉坎”，意為風神。
擬兔（聲：しろがね／宮本ひろこ）
諾伊茲的智能伴侶，掛在諾伊茲腰間的多個由淺綠色和黑色構成像素兔子臉的立方體，可拆卸單獨使用（在動畫中會用跳躍來移動），諾伊茲常用來竊聽和收集情報。
萊姆遊戲中會變成兔子的樣貌，其中一隻戴著有耳麥的頭盔，負責發布指令，其他隻戴著拳擊手套，負責攻擊對手。

### 其他角色
水紀（聲：丈隆志／高橋研二）
官網介紹句：
蒼葉的好友，經營刺青店「Black Needle」。
在舊住民區組織了街鬥中最大的幫派“Dry Juice 辛辣果汁”，因萊姆的流行，隊伍人氣降低，參加者漸漸減少，正默默忍受著這樣的痛苦。
受到迷幻嗎啡蠱惑而被操控其心智，因為蒼葉沒有正確使用力量，導致心靈被破壞而昏迷不醒。
在動畫中有一隻雪貂外型的智能伴侶（名字不詳）。
威爾斯（聲：須賀紀哉／間島淳司）
托利普（聲：黑井鋼／樋口智透）
官網介紹句：「我們啊，可是一直非常喜歡蒼葉呢。」
蒼葉的舊識，自稱是蒼葉的粉絲。
彼此衣著相似，常被認為是雙胞胎，但被詢問後兩人都會立刻否認。
行蹤詭譎，常常突然出現在蒼葉面前，帶來突如其來的爆炸消息。
表面上是舊居民區的黑道，但實際上是迷幻嗎啡的成員，蒼葉的事故也是由他們所造成，並消除了蒼葉這部分的記憶，跟隨東江財團只是覺得有趣而已，想將蒼葉據為己有。
兩人的智能伴侶分別是深藍色的眼鏡蛇（海瑞沙）和深藍色的獅子（瓦爾特）。
多惠（聲：西野玖海／文月くん）
蒼葉的外婆，髮色為粉紅色。
有藥劑師執照，為蒼葉調製頭痛藥。
曾經是東江財團旗下的研究員，但發現東江的目的後即放棄所有的研究項目並離開研究所。
奈緒、美緒、貴緒（聲：佐山森、野上奈々、おぼれ谷アリス／松元惠、本井英美、梅里沙生）
住在蒼葉家附近的小孩，經常出沒於「平凡」雜貨店，會搗亂蒼葉工作和騷擾客人。
羽賀（聲：J-一郎／德本英一郎）
「平凡」雜貨店的店長。是個好好先生，只有在別人罵他“禿子”時會勃然大怒。
惡島（聲：南部哲好／増谷康紀）
「你們這群混蛋！別給我在這裡引發騷動！！這些人全部逮捕起來─！！」
維護碧島治安的員警，執法無理，行為粗暴，手上拿著誇張的塑膠擴音器。
性格十分執著。
東江（聲：林檎畑四十郎／西前忠久）
「願大家的心中都懷著慈悲。」
東江財團的首領，“白金牢籠”創始人。
右眼戴著鏡片，穿著正式的西服，戴著白手套。
用人工方式取得了跟蒼葉一樣用聲音操控人心的力量，但不及蒼葉與生俱來的力量。
α、α2（聲：萬博太郎／岡本寬志（α）、石川界人（α2））
東江財團製作的人造人雙子，型號為R2E-SP，是庫利亞的升級版，戰鬥能力較強，會唱染色音樂，藉此洗腦他人。
外表與庫利亞幾乎完全一樣，差別在嘴角沒有美人痣，穿著純白的制服，衣服上有金屬裝飾，在白金牢籠的街上會戴著白色面具。
生（聲：蒼井夕真／井口祐一）
戴著爵士帽，留妹妹頭，脖子上戴有裝飾項圈，穿著時尚。
是蒼葉的雙胞胎哥哥，生活在東江財團下，是東江的得力棋子。
眼神具有和蒼葉聲音一樣操控人心的力量，但長期接受研究的壓力和過度使用力量導致身心已經瀕臨極限。
非常渴望自由而產生了大量的自我意識，並且能夠進入和操控網路，但也因此使得本體的意識越來越薄弱。
一直默默地幫助蒼葉，希望蒼葉快點來到他的身邊。
龍峰（聲：一条光／笹沼晃）
穿著深藍色的和服，戴著骷髏裝飾，脖子上刺有青色海馬。
是一名刺青師，對刺青非常狂熱。
紅雀是他最得意的未完成作品，並對蒼葉感興趣，想將蒼葉變成第二個得意作。
在紅雀離開碧島回到老家的期間，由紅雀的父親委託給紅雀刺青作為繼承的證明。
受東江邀請加入東江財團，其刺青可以影響被刺青者的心智。

## 世界觀和用語
碧島
遊戲的舞臺，在日本列島西南方一座遠離本土的架空島嶼。原本是一座碧海白沙、綠樹成蔭的祥和之島，現在被日本五大財團之一的東江財團收購。
舊居民區
不願離開碧島的人所居住的區域。東江財團收購碧島後，曾以許多利益誘使島上的居民離開，剩下的人則被趕至島的一側。分為東西南北四區，東江財團僅提供維持最低限度的天然氣和自來水，管理混亂不堪，黑道和為非作歹的警察們橫行。東區治安較好，有各色商店和民宅。西區是純居民區，幾乎沒有商店。南區有許多服飾店和娛樂設施，年輕人很多。北區治安最差，現在被封鎖而禁止進入。北區的最北端就是白金牢籠的圍牆。
白金牢籠
東江財團建造的大型遊樂設施，佔據碧島1/3的面積。收到邀請函才能進入，而且門票極其昂貴。巨大的圍牆阻隔了舊居民區，從外面無法看見其全貌。裡面的天氣和晝夜都是由人工設定的，一般都設定成永夜。原本的計畫是整個碧島都變成白金牢籠，但舊居民區的居民反對而作罷，但修建時期運輸物資用的工程通道仍留在舊居民區裡。
中樞之塔
東江財團在碧島設置的研究中樞，位於白金牢籠的中心，將白金牢籠分成5大區域。
智能伴侶
一種人工生命體，擁有人工智慧，能和其對話交流。有各式各樣的外型，動物的外型最為常見，也有人因此當成寵物來養。在萊姆中還可以化身為戰鬥的夥伴。在中樞之塔內的智能伴侶為保安型。可從體內伸出槍械（在動畫中的外型不同，因為遊戲中的原型在伸出槍械時過於獵奇）。
萊姆
在年輕族群中擁有高人氣的虛擬對戰遊戲，只要有智能伴侶就可以參加遊戲。對戰時會進入虛擬的對戰空間，而且可以實際感受到對戰的快感。
在動畫中被誤植為Lime。
光毒品
東江財團研究出的裝置，設置在白金牢籠裡的娛樂場所。以生的眼睛為原型製作出來，被曝曬到會有輕飄飄的感覺。
染色音樂
東江財團研究出用來洗腦人的音樂，一般人聽到會在不知不覺中被影響，蒼葉的力量雖然能稍微抵抗音樂，不過會因為對其產生排斥反應而劇烈頭痛。
在動畫中被誤植為死亡音樂(Die Music)。
安全機制
東江財團安裝在人造人上的系統，其機制為不得攻擊同伴和主人，如果違反安全機制，除了機體的自動修復功能會停止，還會啟動自我毀滅程序。
水母之歌
庫利亞聽了帶走他的爺爺所說關於水母的故事而寫的歌，以染色音樂為基調進行修改，可以緩解蒼葉的頭痛，以最大功率唱出會使其他人造人無法處理該波長而失去機能。
暴露
蒼葉擁有的力量，可以操控人心，本質是破壞和死亡。以聲音作為媒介，只要蒼葉帶著感情說話，就能讓人在無意中聽從蒼葉的命令，甚至能潛入別人最真實的內心，在其中的行動可以幫助他人，也可能會破壞他人的意識。
蒼葉的雙胞胎哥哥——生也擁有同樣的能力，不過是以眼神作為媒介，本質是創造和新生。

## 電視動畫
2014年7月6日起日本東京電視台等開始播出。

### 工作人員
- 原作 - Nitro+CHiRAL
- 監督 - 三浦和也
- 系列構成 - 待田堂子×淵井鏑
- 角色原案 - ほにゃらら
- 角色設計 - 番由紀子
- 副角色設計 - 岩永悦宜
- 道具設計 - 森岡賢一
- 總作畫監督 - 番由紀子、小峰正賴
- 色彩設計 - 大塚奈津子
- 美術監督 - 永吉幸樹
- 攝影監修 - 大山佳久
- 攝影監督 - 久野利和
- 3DCG製作人 - 井野元英二
- 3DCG指導 - 鈴木正史
- 編輯 - 高橋步
- 音響監督 - 飯田里樹
- 音樂 - 林友樹
- 音樂製作 - DIVE II entertainment
- 音樂製作人 - 大胡寛二
- 製作人 - 田中宏幸、麻生一宏、紅谷佳和（東京電視台）、清水美佳、荒井隼、戸田裕堂、金庭こず恵、永瀨智人、山田香穗
- 助理製作人 - 磯輪のぞみ、矢崎史、鈴庄加依子（東京電視台）、中原広絵、平田重之、李愉未、安野文左衣、志賀由起子
- 動畫製作 - NAZ
- 製作 - 「DRAMAtical Murder」製作委員会

### 主題歌
片頭曲「SLIP ON THE PUMPS」
片尾曲「BOWIE KNIFE」（第1話 - 第6話、第11話）
作詞、作曲、編曲、主唱：GOATBED
「BY MY SIDE」（第7話）
作詞・歌 - 伊藤香奈子 / 作曲 - 安谷屋真之 / 編曲 - 磯江俊道
「Felt」（第8話）
作詞・作曲・編曲・歌 - 木村世治
「Lullaby Blue」（第9話）
作詞 - 渡邊カズヒロ / 作曲・編曲 - 磯江俊道 / 歌 - いとうかなこ
「Soul Grace」（第10話）
作詞 - ken1 / 作曲 - 榊原秀樹 / 編曲 - 磯江俊道 / 歌 - VERTUEUX
「天使達」（第12話）
作詞・作曲・編曲・歌 - GOATBED
插曲「クラゲの歌」（第9話）
作詞 - 荒井隼 / 作曲・編曲 - 村上正芳 / 歌 - クリア（中澤まさとも）

### 各話列表
| 話數    | 日文標題     | 中文標題 | 劇本     | 分鏡            | 演出              | 作畫監督                                                              | 總作畫監督        |
| ------- | ------------ | -------- | -------- | --------------- | ----------------- | --------------------------------------------------------------------- | ----------------- |
| Data_01 | Login        | 登錄     | 待田堂子 | 三浦和也        | 三浦和也          | 小峰正賴、大西陽一 岩岡優子、櫻井司 鄉津春奈                          | 番由紀子          |
| Data_02 | Crack        | 爆裂     | 待田堂子 | 三浦和也        | 伊藤史夫          | 武智敏光、瀧川和男 服部憲知                                           | 小峰正賴          |
| Data_03 | Presage      | 預兆     | 關根聰子 | 三浦和也        | 鈴木哲郎          | 岩岡優子、西川明人                                                    | 番由紀子          |
| Data_04 | Disppearance | 消失     | 待田堂子 | 玉田博          | 羽原久美子        | 岩岡優子                                                              | 小峰正賴          |
| Data_05 | Error        | 錯誤     | 關根聰子 | 三浦和也        | 上野史博          | 高乘陽子、西川雅史 津熊健德、服部憲知                                 | 番由紀子          |
| Data_06 | Revelation   | 揭露     | 待田堂子 | 三浦和也        | 前園文夫          | 鈴木信一                                                              | 小峰正賴          |
| Data_07 | Distance     | 距離     | 關根聰子 | 相馬滿          | 佐佐木勅嘉        | 岩岡優子 Hwang sung won                                               | 番由紀子          |
| Data_08 | Reply        | 回應     | 待田堂子 | 增田俊彥        | 伊藤史夫          | 武智敏光、服部憲知 富澤佳也乃、王敏 UEC                               | 小峰正賴          |
| Data_09 | Echt         | 真實     | 關根聰子 | 西澤晉          | 上野史博          | 高乘陽子、津熊健德 服部憲知、小林ゆかり                               | 番由紀子          |
| Data_10 | Faith        | 信念     | 待田堂子 | 西澤晉          | 吉田俊司          | 神宮寺太郎、瀧川和男 岩井優器、須田悟 佐々木こうじ、武智敏光          | 小峰正賴          |
| Data_11 | Fixer        | 幕後者   | 待田堂子 | 小俣真一        |                   | 神宮寺太郎、瀧川和男 岩岡優子、飯飼一幸 高乘陽子、齋藤和也 吉田和香子 | 番由紀子          |
| Data_12 | Dawn         | 黎明     | 待田堂子 | 西澤晉 三浦和也 | 栗山貴行 三浦和也 | 青野厚司、保土木知惠 鈴木信一、服部憲知                               | 番由紀子 小峰正賴 |

### 播放电视台
日本深夜動畫：下文記載的日本国内播放時間使用日本標準時間（UTC+9）表示。因為部分時間标识會採用30小时制，因此請留意这类超过24:00的时间，其實際播放時間為翌日清晨。
| 播放地区   | 播放电视台   | 播出日期               | 播出时间                     | 所属联播网  | 备注          |
| ---------- | ------------ | ---------------------- | ---------------------------- | ----------- | ------------- |
| 关东广域圈 | 东京电视台   | 2014年7月7日 - 9月22日 | 周一 1:35 - 2:05（周日深夜） | 东京电视网  |               |
| 爱知县     | 爱知电视台   | 2014年7月8日 -         | 周二 3:05 - 3:35（周一深夜） | 东京电视网  |               |
| 大阪府     | 大阪电视台   | 2014年7月12日 -        | 周四 2:40 - 3:10（周五深夜） | 东京电视网  |               |
| 日本全域   | AT-X         | 2014年7月12日 -        | 周五 18:00 - 18:30           | 卫星电视    | 有重播        |
| 日本全域   | GyaO!        | 2014年7月13日 -        | 周日 0:00（周六深夜） 更新   | 网络电视    |               |
| 日本全域   | BANDAI頻道   | 2014年7月15日 -        | 周二 0:00（周一深夜） 更新   | 网络电视    |               |
| 日本全域   | NICONICO直播 | 2014年7月15日 -        | 周二 0:00 - 0:30（周一深夜） | 网络电视    |               |
| 日本全域   | NICONICO頻道 | 2014年7月15日 -        | 周二 0:30（周一深夜） 更新   | 网络电视    |               |
| 台灣       | 曼迪日本台   | 2014年7月7日 -         | 周一 11:00（周一晚上）       | 中華電信MOD | 台灣MOD95頻道 |

## OVA
為遊戲各路線走出來的壞結局(Bad End)

## BD-BOX / DVD-BOX
2014年12月24日宣佈發售「Data_xx_Transitory」，包括全12話及OVA。BD-BOX限量版（EYXA-10025〜8/ B〜C）和DVD-BOX限量版（EYBA-10021〜4/ B〜C）發售。

## 外部連結
- 電視動畫「DRAMAtical Murder」官方網站 （页面存档备份，存于） （日語）
- 電視動畫「DRAMAtical Murder」東京電視台動畫網站（日語）
- 遊戲「DRAMAtical Murder」官方網站 （页面存档备份，存于）（日語）
- 遊戲「DRAMAtical Murder re:connect」官方網站 （页面存档备份，存于）（日語）
- TVアニメ「ドラマダ」公式アカウント的X（前Twitter）（日語）